# Korsängsgärdet
Korsängsgärdet är en  stadsdel i det administrativa bostadsområdet Hemdal-Centrallasarettet i Västerås som gränsar till E18.
Bebyggelsen är blandad, gamla villor, höghus och nya byggnader, bland annat i den ombyggda Korsängsskolan. Det gamla Västerås Folkets Park har blivit rejält ombyggt med bostadsrätter och en skola, Rotundaskolan.
Området avgränsas av Malmabergsgatan, Geijersgatan, Hemdalsvägen, Stockholmsvägen och E18.
Området gränsar i väster mot Sandgärdet, i norr mot Freja, i öster mot Hemdal och i söder över E18 till Ängsgärdet

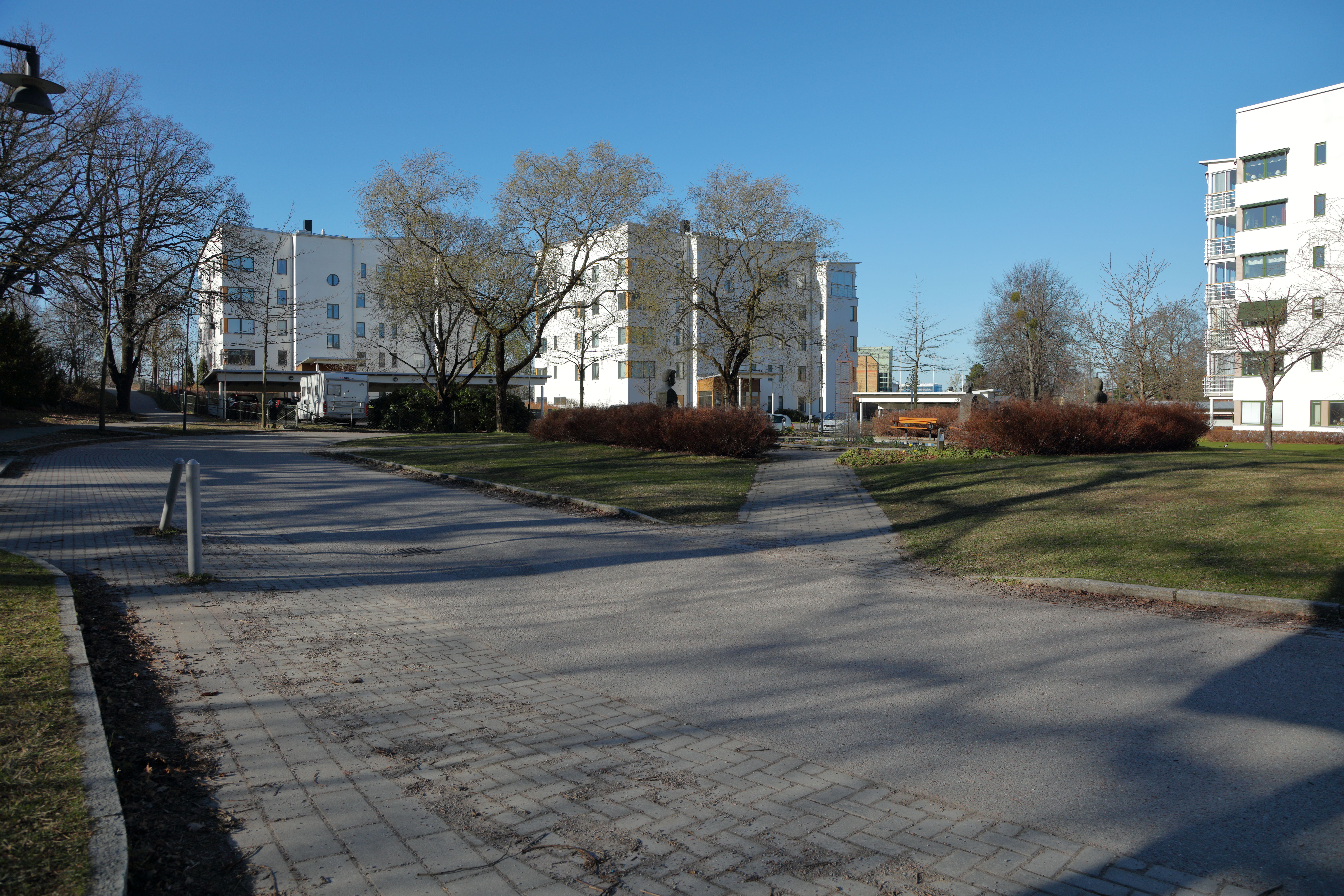
Olof Palmes Torg
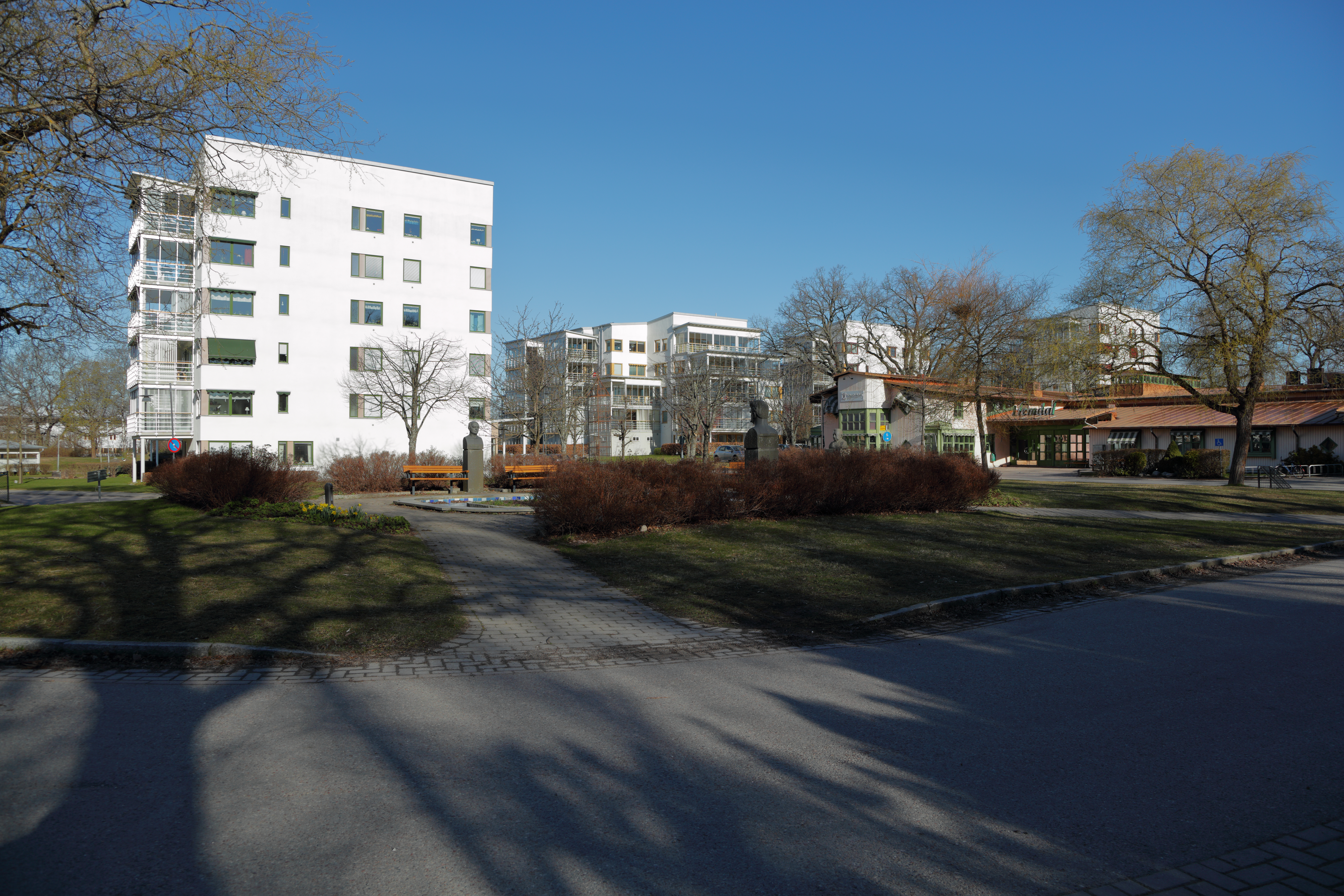
Olof Palmes Torg
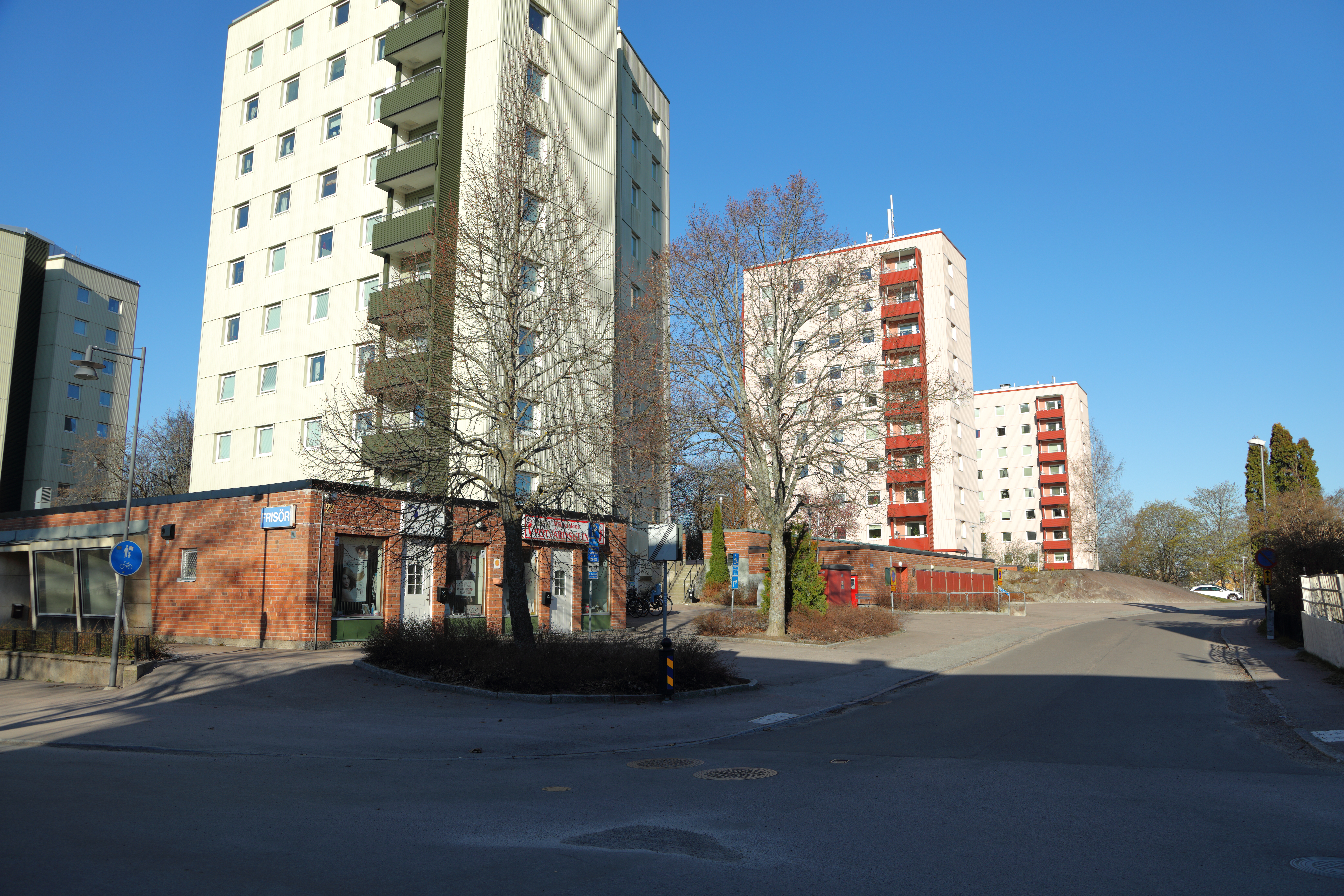
Höga flerfamiljshus

## Kvarter
Korsängsgärdet består av 6 kvarter; kvarteret Folkets Park, Korsängsskolan, Marielund, Rubanken och Vinkelhaken.